# 19. korpus (Avstro-Ogrska)
19. korpus (izvirno nemško 19. Korps) je bil korpus avstro-ogrske kopenske vojske, ki je bil aktiven med prvo svetovno vojno.
Septembra 1918 je bil korpus preimenovan v Armadno skupino Albanija.

## Poveljstvo
Poveljniki (Kommandanten)
- Ignaz von Trollmann: januar 1915 - oktober 1917
- Ludwig Koennen-Horák von Höhenkampf: oktober 1917 - julij 1918
- Karl von Pflanzer-Baltin: julij - september 1918

Načelniki štaba (Stabchefs)
- Karl Günste: januar 1915 - marec 1916
- Julius Lustig-Prean von Preanfeld: marec - avgust 1916
- Stefan Schattel: avgust 1916 - november 1917
- Josef Schneider: november 1917 - september 1918